# Узунбуджак
Вижте пояснителната страница за други значения на Лопушна.
„Узунбоджак“ (от турски: „узун“ – дълъг, и „буджак“ – тихо, закътано място) или „Лопушна“, е биосферен резерват в природен парк „Странджа“, България.

## История
Резерватът е обявен за защитена територия на 13.12.1956 година, а през март 1977 година е включен в списъка на биосферните резервати по програмата „Човек и биосфера“ на ЮНЕСКО. с обща площ от 2529,6 хектара.

## География
Резерватът е разположен между селата Кости (община Царево) и Сливарово (община Малко Търново) и се намира в долината на Резовска река, на близо 20 километра от устието на реката. Релефът е разчленен, като надморската височина варира между 50 и 300 м.
Климатът е континентално-средиземноморски и е по-мек, поради близостта си до бреговете на Черно море. През цялата година средните месечни температури не падат под 0 °C (през януари са 2 – 3 градуса по Целзий). Почвите са канелени и жълтоземни.
През Лопушна преминават река Резовска, река Каретарски дол и Лопушница, която се влива в първата.

### Флора
Установени са 651 вида  растения. 65% от горите са дъбови, а 35% са букови.
Реликти – странджански дъб (Quercus hartwissiana), лавровишня (Laurocerasus officinalis), странджанска зеленика (Rhododendron ponticum), понтийско бясно дърво (Dapne pontica), колхидски джел (Ilex colhica), чашковидна звъника (Hypericum calycinum), странджанска боровинка (Vaccinum arctostaphylos), кавказка иглика (Pyrus eleagrifolia), дива мушмула (Mespilus germanica), понтийска ведрица (Fritillaria pontica) и други.

### Фауна
В резервата могат да се срещнат птиците обикновен мишелов, ястреб-врабчар, земеродно рибарче, воден кос, хвойнов дрозд, планинска стърчиопашка, сива овесарка, черешарка, черногушо ливадарче, кълвачи, белоопашат мишелов, малък креслив орел, различни видове соколи, кукувица, лястовици и черен щъркел.
От земноводните и влечугите могат да се срещнат голяма крастава жаба, голяма водна и дългокрака горска жаба, зелен и горски гущер, слепок, балкански гекон, както и змиите медянка, голям стрелец, смок-мишкар, вдлъбнаточел смок и леопардов смок.
От бозайниците в резервата се срещат глигани, диви котки, вълци, чакали, сърни, зайци, хомяци.
В реките на резервата се въдят черна мряна и резовски карагьоз. До 1964 г. в резервата е имало и рисове.